# Peter Druffel
Peter Druffel (* 8. Oktober 1848 in Wiedenbrück; † 27. Juli 1903 in Münster) war ein deutscher Musikschriftsteller und Komponist. Druffel war in seinem Hauptberuf Militärarzt.

## Leben und Werk
Druffel schrieb Lieder und Balladen und das altdeutsche geistliche Liederspiel Der Erlöser für Soli, Chor und Orchester. Des Weiteren komponierte er geistliche Gesänge und den Schwank Die Heilige von Eppelbrink.
1878 gründete er in Münster einen Wagnerverein.